# Otto Held
Otto Held (* 17. Juli 1818 in Ankershagen; † 2. April 1897 in Pitzerwitz, Kreis Soldin) war ein deutscher Rittergutsbesitzer und Parlamentarier.

## Leben
Otto Held war der Sohn des Gutsbesitzers, seit 1835, Ludwig Bogislav Held in Pieverstorf.  Nach dem Besuch des Gymnasiums in Strelitz studierte er an der Rheinischen Friedrich-Wilhelms-Universität Bonn und der Friedrich-Wilhelms-Universität Berlin. 1840 wurde er Mitglied des Corps Borussia Bonn, zeitgleich u. a. mit Bernhard von Bülow und Otto Freiherr von Houwald-Straupitz.
1847 kaufte er das Rittergut Pitzerwitz im Kreis Soldin, auf dem er bis zu seinem Tode lebte. Held war als Gutsherr war Amtsvorsteher, Kirchenpatron und Mitglied des Kreistags des Kreises Soldin. Er war Abgeordneter zum Provinziallandtag und zur Provinzialsynode der Provinz Brandenburg. Held nahm am 1. Kongress der Deutschen Landwirte 1872 in Berlin teil. Sein Rittergut Pitzerwitz beinhaltete 1896 gesamt 597 ha und bestandt fast ausschließlich aus Ackerflächen. Den Besitz erbte dann seine Tochter Frida und deren Ehemann Justizrat Ludwig Aulig.